# Fußball-Weltmeisterschaft 2006/Eintrittskarten

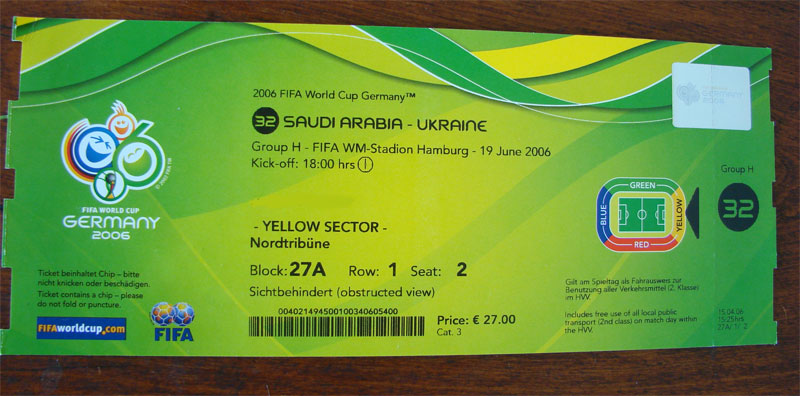
WM-Ticket für das Vorrundenspiel: Saudi-Arabien gegen Ukraine

Der Eintrittskartenverkauf für die Fußball-Weltmeisterschaft 2006 fand zwischen dem 1. Februar 2005 und dem 9. Juli 2006 statt.

## Verkaufsmodalitäten

### Kategorien und Preise
Es gab ausschließlich Sitzplatzkarten in vier Kategorien, wobei die Preise für die günstigste Kategorie vier bei 47 Spielen der Vorrunde 35 Euro betrug. Die Preise betrugen bis zu 600 Euro für das Finale (Kategorie 1). Alle Preise waren jeweils inklusive Steuern, Abgaben und Nutzung der öffentlichen Nahverkehrsmittel in der Austragungsstadt sowie einer Zuschauerversicherung. Hinzu kamen nur die Versandkosten. Das Organisationskomitee rechnete mit Einnahmen in Höhe von 200 Millionen Euro aus dem Kartenverkauf. Es gab auch sichtbehinderte Tickets, welche immer 60 % vom normalen Ticketpreis kosteten.
Die unterschiedlichen Kategorien und Preise:
|                  | Kategorie 1 | Kategorie 2 | Kategorie 3 | Kategorie 4 |
| ---------------- | ----------- | ----------- | ----------- | ----------- |
| Eröffnungsspiel  | 300 €       | 180 €       | 115 €       | 75 €        |
| Gruppenspiel     | 100 €       | 60 €        | 45 €        | 35 €        |
| Achtelfinale     | 120 €       | 75 €        | 60 €        | 45 €        |
| Viertelfinale    | 180 €       | 110 €       | 85 €        | 55 €        |
| Halbfinale       | 400 €       | 240 €       | 150 €       | 90 €        |
| Spiel um Platz 3 | 120 €       | 75 €        | 60 €        | 45 €        |
| Finale           | 600 €       | 300 €       | 220 €       | 120 €       |

### Erste Verkaufsphase
Vom 1. Februar bis zum 31. März 2005 fand weltweit die erste Phase des Eintrittskartenverkaufes der Fußball-WM statt. Knapp über eine Million Menschen aus 195 Ländern haben sich in dieser ersten zweimonatigen Verkaufsphase um die 812.000 Eintrittskarten beworben. 8,7 Millionen gültige Ticketbestellungen gingen ein, von denen 6,25 Millionen aus Deutschland stammen. 2,3 Millionen Bestellungen aus einem aus den USA gestarteten Manipulationsversuch und 1,3 Millionen Doppelbestellungen wurden nicht akzeptiert. Damit kommen auf jede Eintrittskarte der ersten Verkaufsphase über 10 Bewerber. Bereits nach den ersten 48 Stunden der Verkaufsphase hatte die Nachfrage das Angebot überstiegen. Jeder konnte über ein Losverfahren für sieben Spiele jeweils maximal vier Tickets erhalten. Es erfolgte keine Bearbeitung in einer chronologischen Reihenfolge. Nach einem TÜV-geprüften Verfahren und unter notarieller Aufsicht wurde am 15. April 2005 die erste Bestellphase verlost. Am 22. April 2005 erhalten alle Bewerber eine E-Mail, in der mitgeteilt wird: 1. „aufgrund der großen Nachfrage nach Tickets für die FIFA Fussball-Weltmeisterschaft Deutschland 2006 (TM) mussten die geprüften und angenommenen Ticketanträge einer Auslosung unterzogen werden. Leider konnten Ihnen keine Tickets für die FIFA Fussball-Weltmeisterschaft Deutschland 2006 (TM) zugeteilt werden.“ oder 2. „Wir freuen uns, dass Ihnen folgende Tickets für die FIFA Fussball-Weltmeisterschaft Deutschland 2006 (TM) zugeteilt werden: Auswahl 1: #Spielnummer: Spielmannschaft (bzw. -nr) – Spielmannschaft, Datum, Preiskategorie:“. 208.455 Bewerber haben sich die Tickets der ersten Verkaufsphase gesichert. Der Großteil der 900.000 Bewerber bekommt demnach eine Absage. 80 Prozent der Bewerber kommen aus Deutschland.
Der Verkauf der Eintrittskarten erfolgte, damit weltweit alle Interessenten gleiche Chancen haben, nur über die offizielle Internetseite.

### Zweite Verkaufsphase
Nach dieser ersten Verkaufsphase zwischen dem 1. Februar und dem 31. März werden in der zweiten Phase, vom 2. Mai bis 15. November 2005 weitere Tickets verlost werden. Ausschließlich Team-Serien, sogenannte Team Specific Tickets (TST), werden ab dem 2. Mai (12 Uhr) verkauft. Die Eintrittskarten werden chronologisch nach Reihenfolge des Eingangs bearbeitet und gebucht, es findet keine Verlosung wie in der ersten Verkaufsphase statt. Mit einer TST-Serie folgt der Karteninhaber je nach Turnierverlauf der gewählten Mannschaft – mindestens bei allen drei Vorrundenspielen (diese Kartenserien werden TST 3 genannt) über das Achtelfinale (TST 4), das Viertelfinale (TST 5), das Halbfinale (TST 6) bis im besten Fall ins Finale (= TST 7). Es gibt drei Preiskategorien, in denen die Serien zu haben sind. Angefangen von 149 € bis 1.760 €. Mannschaftsserien für die Nationalmannschaften von Deutschland, England, Brasilien, Niederlande, Italien, Argentinien, Japan, Mexiko, den USA, Portugal, Spanien, Schweden und Irland sind bereits seit der ersten Verkaufsphase vergriffen. Sollte man ein TST Ticket ab TST 4 erhalten und sollte die ausgewählte Mannschaft vorzeitig scheitern, wird die Eintrittskarte auf den Gewinner der Gruppe übertragen.

### Dritte Verkaufsphase
Nach dieser zweiten Verkaufsphase zwischen dem 1. Mai und dem 15. November wurden in der dritten Phase, vom 1. Dezember 2005 bis 15. Januar 2006 bis zu 300.000 Tickets verlost.

### Vierte Verkaufsphase
Vom 1. Februar bis 15. April 2006 wurde ein Restkontingent vergeben.

### Fünfte Verkaufsphase
vom 1. Mai bis 9. Juli 2006 wurde ein weiteres Restkontingent vergeben.

## Verteilung
Nach Angaben des Organisationskomitees (OK) stehen im Online-Verkauf 1,12 Millionen der insgesamt 3,37 Millionen Eintrittskarten – also 38,23 Prozent – zur Verfügung.

Der größere Teil der Eintrittskarten ist reserviert.
- 913.000 Karten (31,2 Prozent) und damit das größte Kontingent gehen weltweit in den freien Verkauf. Aus Erfahrung geht man bei Bekanntgabe der Ticketverteilung davon aus, dass durch zukünftige Rückflüsse aus anderen Kontingenten diese Zahl noch ansteigen wird.
- 555.000 Karten (18,9 Prozent) erhalten die Sponsoren, Partner und Förderer der Fußball-Weltmeisterschaft 2006. Rund zwei Drittel dieser Sponsorenkarten gelangen durch Gewinnspiele und andere Marketingmaßnahmen an das Publikum.
- 468.000 Tickets (16 Prozent) stehen den 32 teilnehmenden Verbänden zu (davon jeweils acht Prozent pro Mannschaft je Spiel).
- 389.000 Tickets (13,3 Prozent) sind für den Deutschen Fußball-Bund (DFB), seine Mitgliedsverbände, Lizenzvereine, WM-Städte und Fangruppen reserviert.
- 347.000 Tickets (11,9 Prozent) wurden für Staats- und Ehrengäste (VIP-Pakete, Logen und Business-Seats) freigehalten.
- 191.000 Tickets (6,5 Prozent) erhält der Weltfußballverband FIFA auch für die nicht qualifizierten Verbände; die FIFA verteilt diese Karten an die 172 nicht teilnehmenden Verbände und Konföderationen.
- 64.000 Tickets (2,2 Prozent) bekommen die TV-Rechteinhaber (z. B. ARD, ZDF) und alle anderen internationalen TV-Anstalten.
- 440.000 Karten sind Einrichtungen für Medien und als Sicherheitsreserve vorbehalten. In diesen Posten sind auch Sichtbehinderungen eingerechnet.

Die nicht verkauften Eintrittskarten aus den Kontingenten gehen automatisch in den öffentlichen Verkauf in Phase zwei bis fünf (siehe unten) über.

## Sicherheit und Datenschutz
Das erste Mal in der WM-Geschichte werden die Eintrittskarten persönlich zugeteilt und zur besseren Kontrollmöglichkeit mit dem Namen des Inhabers versehen. Der Zutritt zu allen Spielen ist nur durch ein elektronisches Kontrollsystem an den Eingangsbereichen möglich. Basis hierfür ist ein RFID-Chip, mit dem jedes der Tickets ausgerüstet sein wird. Niemand ist berechtigt, ein ihm zugeteiltes Ticket weiterzuverkaufen oder weiterzugeben. Ein Versuch, Tickets zu verkaufen, wird als Schwarzmarkthandel gewertet und führt zur Sperrung des Tickets. Auf dem Sicherheitschip der personalisierten Karten sollen Zutritts-Informationen, nicht aber persönliche Daten wie z. B. der Name, gespeichert werden.
Probleme bereitete zu Beginn der zweiten Verkaufsphase ein Computervirus mit dem Namen „Sober S“-Wurm. Der Windows-Virus wurde per E-Mail verbreitet und verspricht allen Benutzern ein Ticket für die Weltmeisterschaft 2006. Wer den Anhang der E-Mail öffnet, aktiviert automatisch die Spionageroutine. In wenigen Stunden soll sich der Virus so in 30 Ländern verbreitet haben. Der Virus steht jedoch in keinem direkten Zusammenhang mit der Fußball-Weltmeisterschaft, sondern machte sich ihrer nur durch die Praxis des Social Engineering zu Nutze.
Die Tickets wurden mit Mikrostrukturbildern versehen, um so die Fälschungssicherheit zu erhöhen.

## Kritik

### Datenschutz
Der Bundesdatenschutzbeauftragte Peter Schaar kritisierte in einem Interview im Januar 2005 die Personalisierung der Eintrittskarten, insbesondere die Tatsache, dass beim Kauf die vollständige Personalausweisnummer angegeben werden muss. Auch wies er vorsorglich darauf hin, dass der Deutsche Fußball-Bund die erhobenen Personendaten nur nach ausdrücklicher Einwilligung (Double-Opt-in) für Marketingzwecke verwenden dürfe. Die Verwendung der RFID-Chips hielt Schaar dagegen für unbedenklich, da sie keine personenbezogenen Daten enthalten werden, sondern nur eine Serien- und Kundennummer.
Wesentlich umfassender fällt die Kritik von Organisationen wie dem Chaos Computer Club oder dem Unabhängigen Landeszentrums für Datenschutz Schleswig-Holstein aus. Sie kritisieren, dass die Weltmeisterschaft von Sponsoren und Überwachungsindustrie missbraucht wird, um Schnüffeltechnik einzuführen und die Fans auszuspionieren. Insbesondere bemängeln sie, dass die personenbezogenen Daten von allen Personen, die sich bewerben (erwartet wird eine wesentlich höhere Anzahl als Karten vorhanden sind) gesammelt werden, dass ein Widerspruch für die Nutzung zu Marketingzwecken nur kompliziert auf dem Postweg möglich ist und vor allem, dass das Grundrecht auf informationelle Selbstbestimmung wesentlich verletzt wird.
Das WM-Organisationskomitee des Deutschen Fußball-Bundes erhielt, vertreten durch Franz Beckenbauer, den Negativpreis Big Brother Award „für die inquisitorischen Fragenbögen zur Bestellung von WM-Tickets, für die geplante Weitergabe der Adressen an die FIFA und deren Sponsoren und für die Nutzung von RFID-Schnüffelchips in den WM-Tickets und damit den Versuch, eine Kontrolltechnik salonfähig zu machen zum Nutzen eines WM-Sponsors (RFID-Hersteller Philips).“

### Ticketverkauf
Das WM-OK rechnet angesichts der großen Zahl an Eintrittskarten, die nicht in den freien Verkauf gehen mit kritischen Stimmen. Der Chef des Organisationskomitees der WM Franz Beckenbauer sagte, „das Ticketing ist unser schwierigstes Thema. Es wird nicht jeder eine Karte bekommen, der eine haben will. Deshalb wird sicher das ein oder andere Mal Kritik aufkommen. Aber es ist eine FIFA-WM, keine DFB-WM“. Die WM-Organisatoren verdeutlichten, dass jedoch 260.000 Karten in der billigsten Kategorie (zwischen 35 Euro für Vorrundenspiele und 120 Euro für das Finale) zur Verfügung stehen. FIFA-Präsident Sepp Blatter empfahl den Zuschauern in Deutschland, die Spiele auf den Großleinwänden in den Städten kostenlos zu verfolgen.
Zwischen der FIFA und den Organisatoren gab es anfänglich Auseinandersetzungen um die Preisgestaltung. Das OK bestand auf einer Sozialkomponente und setzte mit 35 Euro für den billigsten Sitzplatz in den Vorrundenspielen einen Preis durch, der um 16 Euro unter dem der Fußball-Weltmeisterschaft 2002 in Japan/Südkorea liegt. Blatter sagte zu diesem Thema: „Damit bin ich nicht ganz zufrieden.“ Bei einem außerordentlichen Event wie der WM seien die Menschen auch bereit, außerordentliche Preise zu zahlen.
Der exakte Verkaufsmodus wurde am 24. Januar 2005 in einer Pressekonferenz in Neu Isenburg/Gravenbruch bei Frankfurt am Main gemeinsam vom Weltverband und dem Organisationskomitee verkündet. Mit bis zu 30 Millionen Anfragen für die WM-Spiele wurde gerechnet, obwohl noch gar nicht feststand, wer neben Gastgeber Deutschland überhaupt qualifiziert sein würde. Erst nach der Endrundenauslosung im Dezember 2005 stand fest, welche Mannschaft zu welchem Zeitpunkt in welchem Stadion spielen wird. Dies galt jedoch nicht für die deutsche Nationalmannschaft, da von vornherein feststand, dass diese als Gruppenkopf der Gruppe A gesetzt ist und somit das Eröffnungsspiel in München sowie die weiteren Gruppenspiele in Dortmund und Berlin bestreiten wird. In jedem Stadion fanden in der Gruppenphase mindestens zwei Spiele mit top-gesetzten Teams statt.
Der Eintrittskarten-Verkauf wurde auch vom Verbraucherschutzministerium kritisiert. Das Amt hält im Kleingedruckten unter anderem die uneingeschränkte Abtretung der Bildrechte und die Regeln für die Verlegung von Spielen für unzulässig. Schützenhilfe erhalten die Verbraucherschützer vom Deutschen Anwaltverein. Dass ein Käufer überhaupt keine Möglichkeit habe, seine Karte zurückzugeben, sei unwirksam, so der Verein. Zumindest dann, wenn der DFB seine Pflichten verletze, müsse man sich vom Vertrag lösen können.
Mitte Februar 2005 ergab ein Gipfel-Treffen zwischen dem geschäftsführenden DFB-Präsidenten Theo Zwanziger und dem Bundesverband der Verbraucherzentralen in Berlin, dass WM-Tickets nun doch an Freunde und Verwandte weitergegeben werden dürfen. Zudem müssen Fans nicht mehr bei der Kartenbestellung ihre Daten für Werbezwecke freigeben. Der Bundesverband hatte anderenfalls mit Klage gedroht.